# Calliostoma consimile
Calliostoma consimile is een slakkensoort uit de familie van de Calliostomatidae. De wetenschappelijke naam van de soort is voor het eerst geldig gepubliceerd in 1881 door E. A. Smith.